# Mafia (серія відеоігор)
Mafia — серія ігор, яка розроблюється компаніями 2K Czech, Massive Bear Studios і Hangar 13 і видається компанією 2K Games. Ігри серії виконані у жанрі шутера від третьої особи. Перша гра в серії була випущена 29 серпня 2002, а остання 28 серпня 2020.

## Загальний огляд
Ігри серії пропонують нам грати за персонажа, який несподівано потрапляє в мафіозний світ. Вони завжди виконувались у жанрі шутера від третьої особи з елементами автосимулятора. Mafia завжди мала тільки режим однокористувацької гри.

## Історія

### Mafia: The City of Lost Heaven
Перша частина гри була випущена 29 серпня 2002 року. На той час видавцем була компанія Gathering of Developers, розробником Illusion Softworks (нині 2K Czech).
Історія гри Mafia починається в 1930 році у вигаданому американському місті Lost Heaven (укр. Втрачений Рай), що нагадує Нью-Йорк і Чикаго. Сюжет подається у вигляді розповіді від імені головного героя під час їх зустрічі з детективом у 1938 році. Гравець бере на себе роль таксиста Томаса Анджело, який несподівано для себе самого починає кар'єру в організованій злочинності, як водій на службі кримінального синдикату дона Сальєрі. Він продовжує рости в ранзі, б'ючись з кланом дона Морелло. Врешті-решт, він розчаровується в житті злочинця і зустрічається з детективом, щоб здати організацію Сальері. Анджело починає згадувати з чого все почалося…

### Mafia II
Друга частина серії була випущена в 2010 році. Видавцем стала компанія 2K Games.
Події Mafia II розгортаються в 1943—1951 роках у вигаданому американському місті Емпайр-Бей (англ. Empire Bay) з населенням в 7 мільйонів [+42]. У місті «заправляють» три основні мафіозні «сім'ї»: Вінчі, Клементе і Фальконе. Головний герой — Віто Скалетта (англ. Vito Scaletta) (повне ім'я — Вітторіо Антоніо Скалетта).
У школі Віто подружився з іншим хлопчиськом, Джо Барбаро (англ. Joe Barbaro) — відомим в окрузі хуліганом. Обидва вони були з бідних сімей, тому, ставши найкращими друзями, швидко пристрастилися до основ бандитизму — роботі кишеньковими злодіями, грабежу магазинів тощо.
Одного разу подорослішали Джо і Віто вирішили пограбувати ювелірний магазин. Перша серйозна справа виявилася не цілком вдалою: їх помітив поліцейський. Віто був спійманий, а Джо вдалося сховатися. Йшла Друга світова війна, на фронті були потрібні добровольці, тому Віто надали вибір. Між в'язницею і війною він вибрав війну, в результаті чого був відправлений на фронт, десантником в 504-й парашутний полк.
Отримавши поранення від фашистів і пролежавши в госпіталі, Віто, отримавши місячну відпустку, повертається в Емпайр-Бей, де його на вокзалі відразу зустрічає Джо. Він пояснює Віто, що, поки той був на війні, Джо розбагатів професійним злочинцем і обзавівся зв'язками, що дозволяє йому дістати для Віто «дозвіл» залишитися в місті. Приїхавши додому, Віто дізнається, що його мама і сестра Франческа намагаються розплатитися з боргом у 2000 доларів, який зайняв нині покійний батько Віто. Він іде до Джо за порадою і допомогою. Той знайомить Віто з Джузеппе Пальмінтері (найкращим ведмежатником в місті, який і дає Віто «довідку»), потім з механіком Майком Бруски. Віто стає членом злочинного світу Емпайр-Бей і починає повільно заробляти собі на життя.

### Mafia III
Mafia III стала першою грою молодої студії Hangar 13, яка працювала над грою. У результаті третя частина серії отримала низькі оцінки критиків і звичайних гравців.
Дія гри розгортається в 1968 році в Нью-Бордо, прототипом якого послужив Новий Орлеан. Головний герой, представник змішаної раси Лінкольн Клей, все життя тинявся в пошуках сім'ї. Змужнівши, Клей відправляється на війну у В'єтнамі, де нарешті знаходить нову сім'ю в особі своїх товаришів. Жахи війни і втрати серед армії США накладають жахливий відбиток на психіку головного героя. Почасти це стає причиною неймовірної жорстокості Клея. Після повернення в Америку він розуміє, що його зустрічають зовсім не так, як він очікував. Замість того, щоб вихваляти солдатів, що служили у В'єтнамі, американський народ називає їх вбивцями, вимагаючи миру.
У Нью-Бордо також панує расова дискримінація. Незабаром Клей стикається з групою італійських мафіозі і отримує кульове поранення в голову. Гангстери залишають головного героя вмирати стікаючи кров'ю, проте йому вдається вижити. З цього моменту головний герой твердо вирішує помститися своїм кривдникам і назавжди покінчити з розбратами на ґрунті расизму. Для цього Клею належить організувати власну кримінальну імперію, пройшовши по головах своїх ворогів.

## Список ігор
| Частина                        | Реліз          |
| ------------------------------ | -------------- |
| Mafia: The City of Lost Heaven | 29 серпня 2002 |
| Mafia II                       | 24 серпня 2010 |
| Mafia III                      | 7 жовтня 2016  |
| Mafia: Definitive Edition      | 28 серпня 2020 |